# 2012–2013-as svájci labdarúgó-bajnokság (első osztály)
A 2012-2013-as Raiffeisen SL 2012. július 13-án kezdődött, és 2013. június 2-án fog befejeződni.

## Csapatok
| Csapat         | Város      | Stadion                        |
| -------------- | ---------- | ------------------------------ |
| BSC Young Boys | Bern       | Stade de Suisse                |
| FC Basel       | Bázel      | St. Jakob-Park                 |
| Grasshopper    | Zürich     | Letzigrund                     |
| Lausanne-Sport | Lausanne   | Stade Olympique de la Pontaise |
| FC Luzern      | Luzern     | Stadion Gersag                 |
| FC St. Gallen  | St. Gallen | AFG Arena                      |
| Servette       | Genf       | Stade de Genève                |
| FC Sion        | Sion       | Stade de Tourbillon            |
| FC Thun        | Thun       | Stadion Lachen                 |
| FC Zürich      | Zürich     | Letzigrund                     |